# ميتشيل روبنسون
ميتشيل روبنسون (1 أبريل 1998 بنيو أورلينز في الولايات المتحدة - ) (بالإنجليزية: Mitchell Robinson)‏ هو لاعب كرة سلة أمريكي في مركز الوسط. لعب مع نيويورك نيكس.

## وصلات خارجية
- ميتشيل روبنسون على موقع إن بي أي (الإنجليزية)
- ميتشيل روبنسون على موقع سبورتس رفرنس (الإنجليزية)
- ميتشيل روبنسون على موقع كرة السلة الأوروبية.كوم (الإنجليزية)
- ميتشيل روبنسون على موقع إي إس بي إن.كوم (الإنجليزية)
- ميتشيل روبنسون على موقع ريلجم (الإنجليزية)
- ميتشيل روبنسون على موقع بروبوليرز (الإنجليزية)